# Pułk Przedniej Straży Wolnej Konfederacji
Pułk Przedniej Straży Wolnej Konfederacji – oddział jazdy armii koronnej wojska I Rzeczypospolitej.
Utworzony w 1792 przez Konfederację Targowicką.
Stanowisko: nieznane.
Dowódca: nieznany.
6 maja 1793 oddział został wcielony do wojska rosyjskiego pod nazwą pułku owruckiego.